# Cuanza (rivier)
De Kwanzarivier, ook bekend als de Coanza, Quanza of Cuanza, is de langste rivier van Angola. Ze mondt uit in de Atlantische Oceaan, net ten zuiden van de nationale hoofdstad Luanda.
Stroomopwaarts van de rivier zijn er diverse stroomversnellingen en watervallen. De grootste waterval is de Cambambe, die 20 meter hoog is. Stroomafwaarts van Dondo, over een lengte van circa 250 km, is de rivier bevaarbaar. Toch wordt de rivier weinig voor transport gebruikt, omdat het er in het droge seizoen gevaarlijk ondiep kan zijn. In de rivier zijn waterkrachtcentrales aangelegd waarmee elektriciteit wordt opgewekt. Tevens levert de rivier water voor irrigatie. Dankzij deze economische toepassingen is de Cuanza een van de belangrijkste rivieren van Angola, naast de Kunene.
- Gemeinsame Normdatei: 4735876-2
- Library of Congress Control Number: sh93001855
- Nationale Bibliotheek van Israël: 987007551558605171
- Virtual International Authority File: 315527716